# Norfolk (Massachusetts)
Pour les articles homonymes, voir Norfolk.

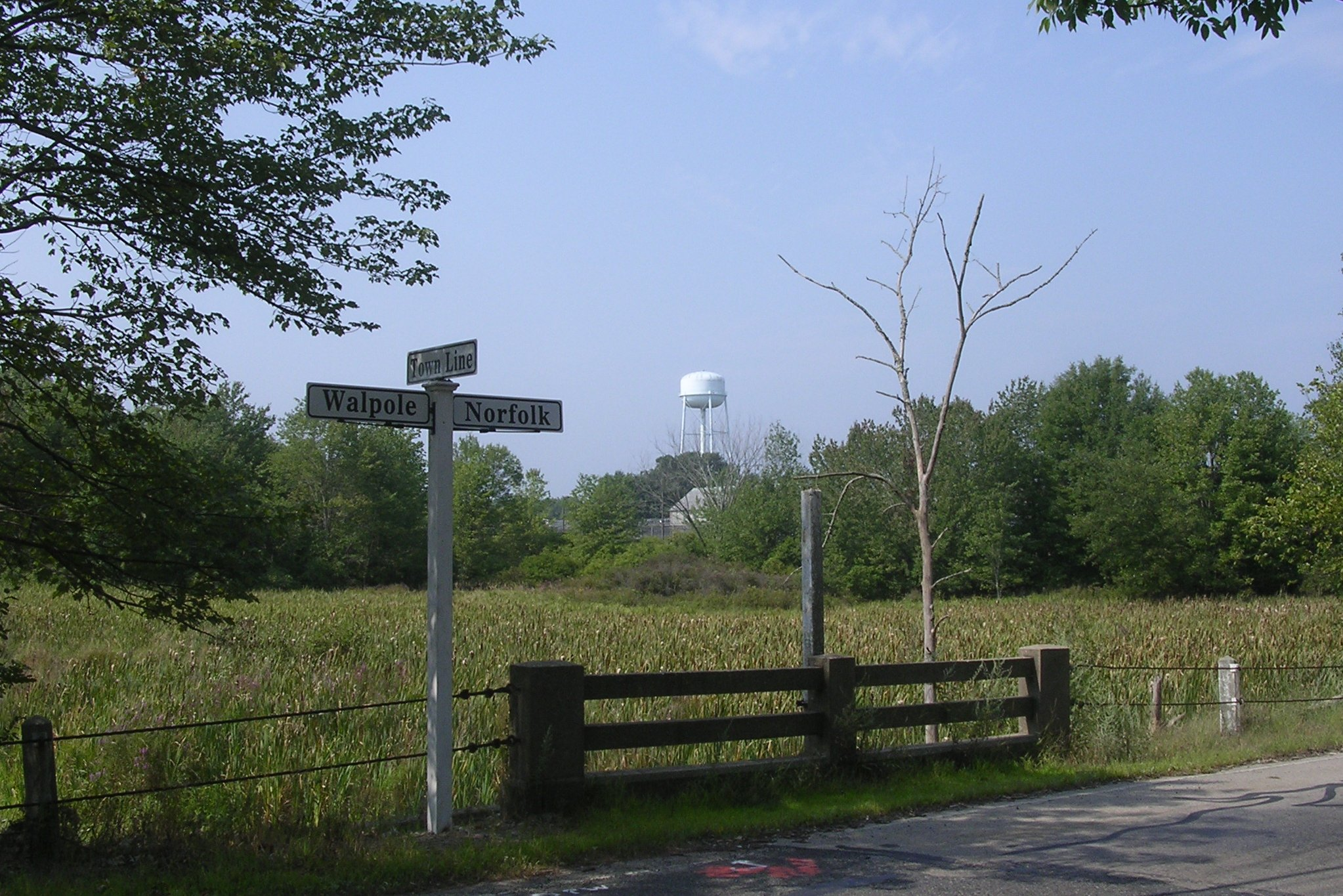

Norfolk est une ville du Massachusetts (États-Unis), fondée en 1795.